# Пізнє шоу зі Стівеном Кольбером
Пізнє шоу зі Стівеном Кольбером (англ. The Late Show with Stephen Colbert) — американське нічне ток-шоу з ведучим Стівеном Кольбером, що виходить на каналі CBS з 8 вересня 2015 року. До Кольбера, 22 роки поспіль шоу вів відомий американський тележурналіст Девід Леттерман (див. «Пізнє шоу з Девідом Леттерманом»). Станом на кінець сезону 2019–2020 років «Пізнє шоу зі Стівеном Колбертом» було найкращою нічною програмою в Сполучених Штатах протягом останніх чотирьох сезонів. З 2019 року він перевищив The Tonight Show за ключовою демографічною аудиторією. 